# أمير قروي
أمير قروي (ولد 3 أغسطس 1987) هو لاعب كرة قدم جزائري دولي. يلعب بصورة رئيسية كلاعب خط وسط.

## إنجازات
- الرابطة الجزائرية المحترفة الأولى (2): 2011-12، 2012-13
- كأس الجزائر (1): 2011-12

## وصلات خارجية
- أمير قروي على موقع قاعدة بيانات كرة القدم.إي يو (الإنجليزية)
- أمير قروي على موقع ناشيونال فوتبول تيمز (الإنجليزية)
- أمير قروي على موقع Soccerway.com (الإنجليزية)
- أمير قروي على موقع AS.com (الإسبانية)